# Coppa Florio

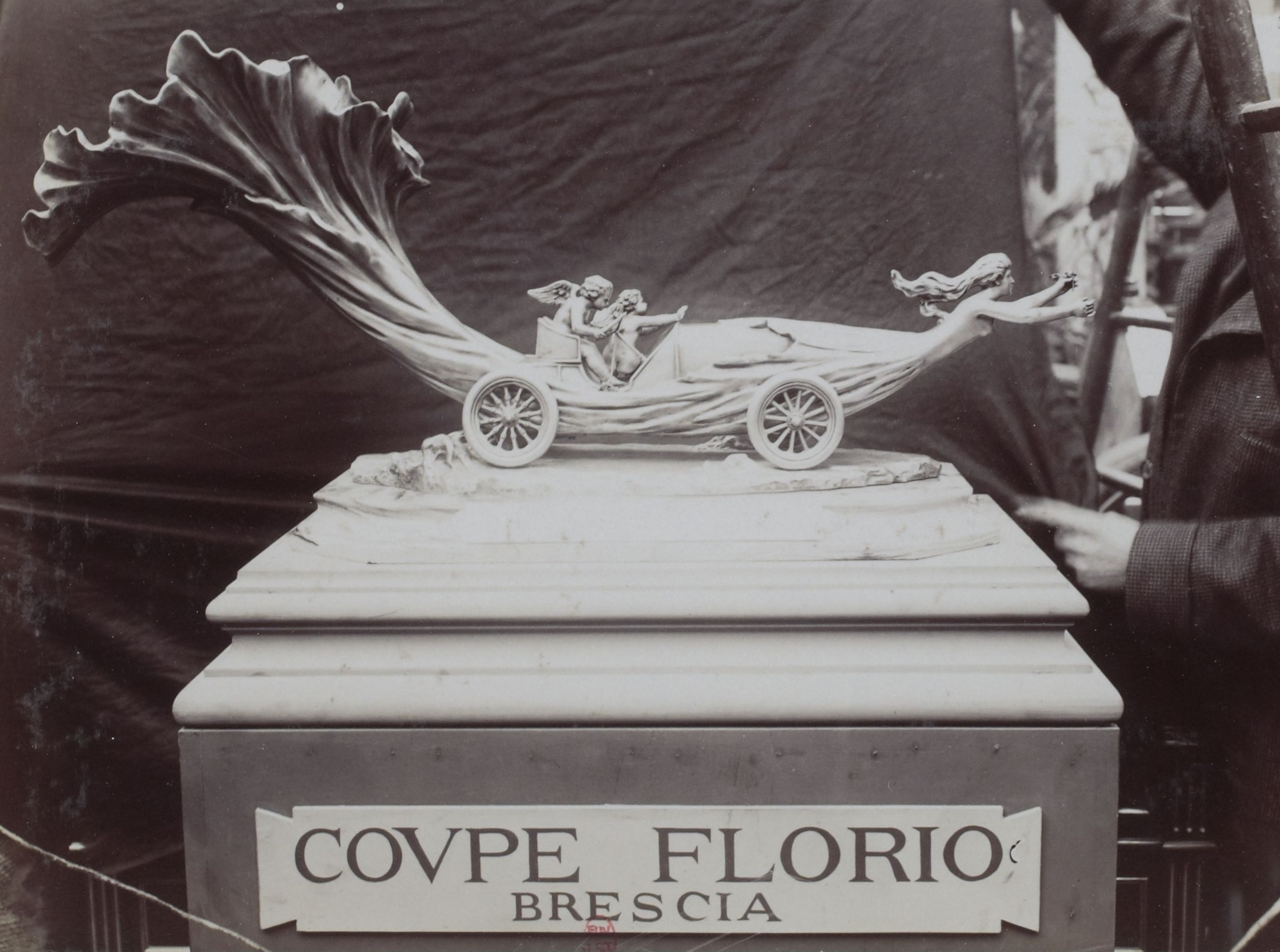
La Coppa Florio del 1905

La Coppa Florio è stata la denominazione assunta a partire dal 1905 da una competizione automobilistica.

## Storia

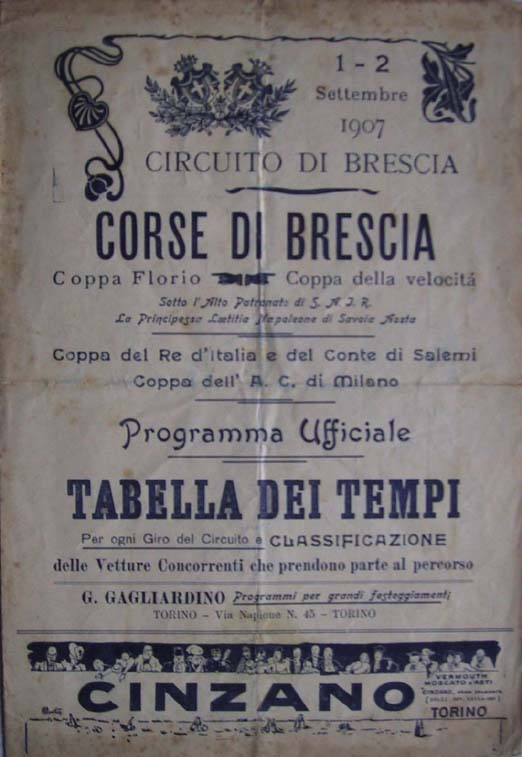
Manifesto dell'edizione del 1907 sul Circuito di Brescia.

L'imprenditore palermitano Vincenzo Florio partecipò alla settimana automobilistica di Brescia del settembre 1904, arrivando terzo con la sua Daimler 60 HP nella gara di Serie Libera, riservata alle Vetture Pesanti. Soddisfatto dalla manifestazione, decise di finanziarne la replica per gli anni seguenti, istituendo un premio di L. 20.000 (poi salito a L. 50.000) e mettendo in palio una coppa, opera del parigino Polak.
La coppa sarebbe stata definitivamente assegnata alla casa costruttrice che avesse vinto più volte nell'arco di sette edizioni. Poiché si affermarono sette marche diverse, fu solo all'ottava edizione (1925) che la Peugeot riuscì ad aggiudicarsi la coppa.
Per scelta di Lucien Rosengart, amministratore della Peugeot, la coppa tornò in palio con lo stesso regolamento; ad aggiudicarsi la seconda, e ultima, coppa fu la Bugatti che vinse in tre delle prime quattro edizioni.

## Circuiti
- Circuito di Brescia:
  - nel 1905, Brescia-Cremona-Le Grazie-Goito-Brescia
  - nel 1907, Brescia-Montichiari-Lonato-Brescia
- Circuito di Bologna: Bologna-Borgo Panigale-Castelfranco Emilia-Sant'Agata Bolognese-San Giovanni in Persiceto-Bologna[2]
- Circuito di Montichiari, in occasione della prima edizione del Gran Premio d'Italia del 1921
- Circuito delle Madonie: nei pressi di Palermo, in concomitanza alla Targa Florio
- Circuito di Saint-Brieuc: in Francia, in onore della Peugeot, vincitrice della coppa.

## Albo d'oro
| Edizione | Data              | Circuito     | Vincitore                          | Veicolo           | Tempo                              |
| -------- | ----------------- | ------------ | ---------------------------------- | ----------------- | ---------------------------------- |
| I        | 4 settembre 1905  | Brescia      | Giovanni Battista Raggio ( Italia) | Itala 100 HP      | 3 giri da 167 km=500.7 km in 4h46m |
| II       | 1º settembre 1907 | Brescia      | Ferdinando Minoia ( Italia)        | Isotta-Fraschini  | 8 giri da 60 km=485.7 km in 4h39m  |
| III      | 6 settembre 1908  | Bologna      | Felice Nazzaro ( Italia)           | Fiat              | 10 giri da 52 km=528.1 km in 4h25m |
| IV       | 31 maggio 1914    | Madonie      | Felice Nazzaro ( Italia)           | Nazzaro           | 3giri da 148 km=446.5 km in 8h11m  |
| V        | 4 settembre 1921  | Montichiari  | Jules Goux ( Francia)              | Ballot 3/8 LC     | 519 km in 3h35m                    |
| VI       | 19 novembre 1922  | Madonie      | André Boillot ( Francia)           | Peugeot           | 432 km in 7h09m                    |
| VII      | 27 aprile 1924    | Madonie      | Christian Werner ( Germania)       | Mercedes-Benz TF  | 432 km in 6h32                     |
| VIII     | 3 maggio 1925     | Madonie      | André Boillot ( Francia)           | Peugeot           | 540 km in 7h32                     |
| IX       | 25 aprile 1926    | Madonie      | Bartolomeo Costantini ( Italia)    | Bugatti Tipo 35 T | 540 km in 7h20                     |
| X        | 17 luglio 1927    | Saint-Brieuc | Robert Laly ( Francia)             | Ariès             | n.d.                               |
| XI       | 6 maggio 1928     | Madonie      | Albert Divo ( Francia)             | Bugatti Tipo 35 B | n.d.                               |
| XII      | 5 maggio 1929     | Madonie      | Albert Divo ( Francia)             | Bugatti Tipo 35 C | n.d.                               |